# Slag om Quebec
Bij de Slag om Quebec op 13 september 1759, werd Quebec door de Engelsen, onder leiding van generaal James Wolfe veroverd op de Fransen, die onder bevel stonden van Louis-Joseph de Montcalm. Beide bevelhebbers zouden de slag niet overleven. Deze gebeurtenis betekende een ommekeer in de 18e-eeuwse geschiedenis en was beslissend voor de toekomst van Noord-Amerika.

## Voorgeschiedenis
De strijd om Canada (bekend als de Franse en Indiaanse Oorlog) was een verlengstuk van de Zevenjarige Oorlog (1756 - 1763). Daarin stonden Groot-Brittannië en Frankrijk zowel in Europa als daarbuiten tegenover elkaar. In Canada, toen een Franse kolonie, leidde dit aanvankelijk tot een aantal gevoelige nederlagen voor het Engelse leger. In 1758 kwamen de Britse minister van Buitenlandse Zaken William Pitt de Oudere en opperbevelhebber Lord John Ligonier tot de conclusie dat de Franse bolwerken steeds opnieuw op een inefficiënte wijze werden aangevallen. Daarom besloot de Britse regering niet langer over land, vanuit het oosten en het zuiden, Canada binnen te vallen, maar het via een amfibische aanval vanuit het noorden over de Saint Lawrencerivier te proberen. Hiervoor moest men echter eerst Louisbourg innemen. Het garnizoen van die stad blokkeerde echter met ongeveer 400 kanonnen de toegang tot de rivier. Desondanks namen de Britten de stad in  juli 1758 in. Van Louisbourg bleef slechts een puinhoop over. De Britse legerleiding was nu vol vertrouwen dat heel Canada in Engelse handen zou vallen; vooropgesteld dat men de Franse vesting Quebec wist in te nemen.

## Beleg van Quebec
Het jaar daarop voer een Britse armada van zwaarbeladen schepen, met duizenden soldaten aan boord, richting Nova Scotia . Op 26 juni 1759 bij Quebec aangekomen ontdekte men dat stad en vesting zo'n 80 meter hoger lagen. De rotswanden waren steil en kaal, wat weinig of geen dekking bood. Daarnaast bleek het in Quebec gelegerde Franse garnizoen bijna twee keer zo groot als het Engelse expeditieleger. Het enige waar de Britten zich aan konden optrekken was dat hun beroepssoldaten superieur waren aan de koloniale vrijwilligers van de tegenstander. Twee maanden later waren de Engelsen nog geen stap dichterbij Quebec gekomen. Hun leger werd geteisterd door hitte en gedecimeerd door daarmee verbonden ziektes, met name dysenterie. Ook verveling, gebrek aan discipline en voedselschaarste eisten hun tol.

## Slag om Quebec
Uiteindelijk vonden de Engelsen een pad dat langs de rotsen omhoog leidde naar de vesting. In de nacht van 13 september zette men de definitieve aanval in. De vooruitgeschoven Franse uitkijkpost, onder commando van de Franse koloniaal Louis du Pont du Chambon de Vergor viel in Britse handen en toen de dag aanbrak, waren reeds 4441 Engelse soldaten naar boven geklommen. Een poging van Franse kant om hen te verdrijven eindigde rampzalig. Niet exact wetende waar de Engelsen zich schuilhielden viel men in een hinderlaag. De Fransen telden 644 doden tegenover de Engelsen 60. Tijdens verdere gevechten werd het garnizoen uitgeschakeld en gaf de stad zich binnen enkele dagen over. Canada werd een onderdeel van het Britse wereldrijk.